# Bofors 120 mm L/50
Le canon Bofors 120 mm L/50, également connu sous le nom de canon Bofors 120 mm modèle 1950, est un canon suédois bitube d'artillerie navale à double usage entièrement automatique de calibre 120 mm conçu par Bofors de la fin des années 1940 au début des années 1950, pour répondre à une demande de la marine néerlandaise. L'arme a également été adoptée par la marine suédoise et colombienne.